# Emir Mutapčić
Emir Mutapčić, né le 27 mai 1960 à Zenica, dans la République socialiste de Bosnie-Herzégovine, est un ancien joueur yougoslave de basket-ball, évoluant au poste d'ailier. Il est devenu entraîneur.

## Carrière

### Palmarès
- Médaille de bronze aux Jeux olympiques 1984